# Kvaløysletta
Kvaløysletta ist ein Ort städtischen Charakters und gehört zur Stadtgemeinde Tromsø in der norwegischen Provinz Troms. Kvaløysletta hat 8775 Einwohner (Stand: 1. Januar 2024).

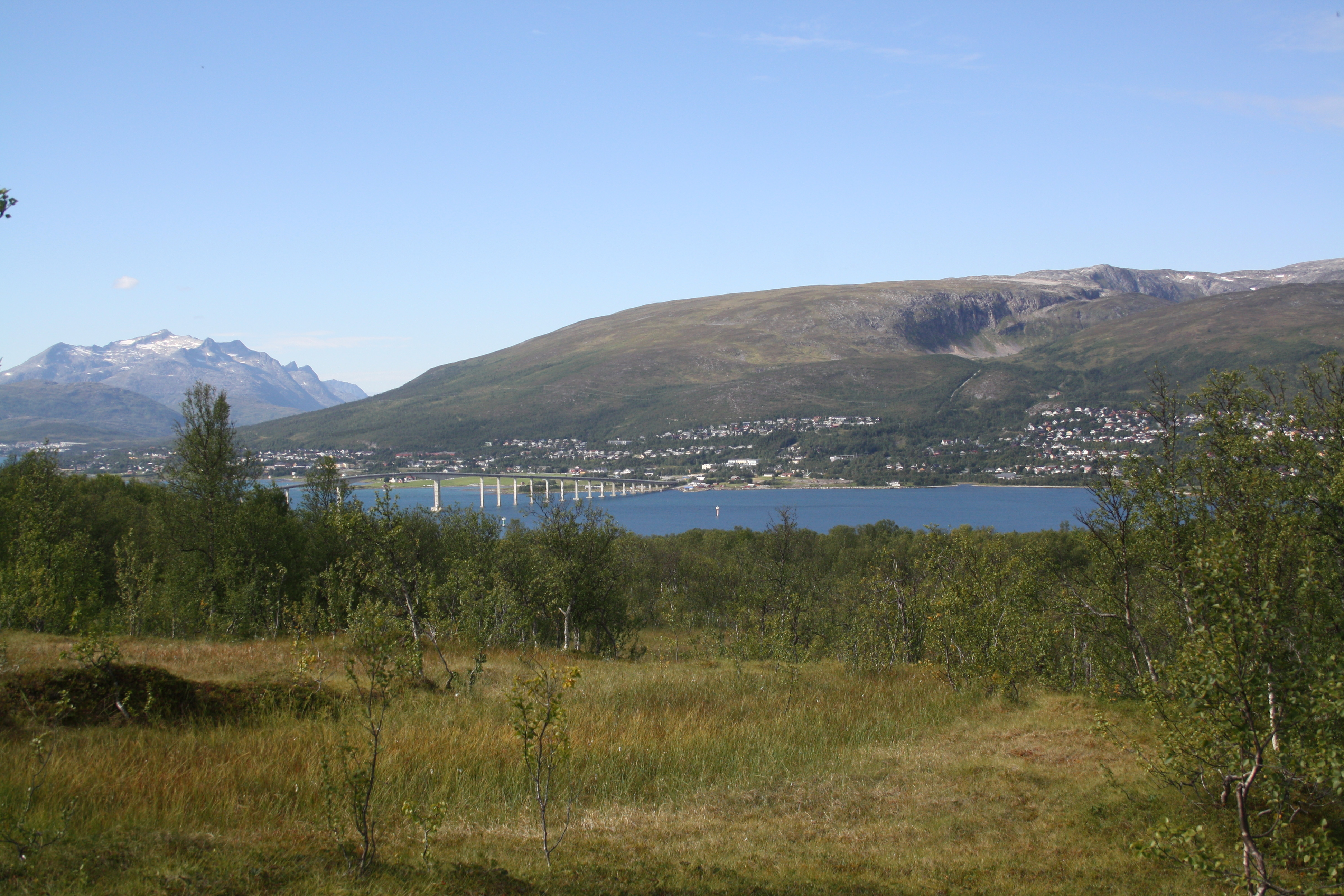
Blick von Tromsøya über den Sandnessund nach Kvaløysletta, mit der Sandnessundbrücke

Der Ort liegt am Ostufer der Insel Kvaløya, etwa 5 Kilometer nordwestlich des Stadtzentrums von Tromsø. Der bebaute Teil befindet sich unmittelbar westlich der Sandnessundbrua (Sandnessundbrücke), die Kvaløya mit der Insel Tromsøya und so mit dem Stadtzentrum verbindet. Bis zur Eröffnung der Brücke im Jahre 1974 befanden sich nur einige Bauernhöfe entlang der Küste. Danach setzte schnelles Wachstum ein, und heute erstreckt sich der Ort mit mehreren Schulen, Kindergärten, Geschäften und Restaurants von der Brücke entlang der Küste etwa 1,5 km nach Nordosten und mehr als 7 km nach Südwesten, wo er nahtlos an das Dorf Kaldford anschließt. Seit 2012 ist das zuvor ein eigenes Tettsted bildende Kaldfjord Teil des Tettsted Kvaløysletta.
Die aus Tromsø über die Sandnessundbrücke kommende Provinzstraße 862 durchquert den Ort von der Brücke südwestwärts nahezu auf seiner gesamten Länge, bis sie dann nach Norden abbiegt und über den nur 950 m breiten Isthmus nach Kaldfjord am Südende des Kaldfjords führt. Die Postleitzahl des Orts ist 9100 Kvaløysletta.